# Oxypoda advena
Oxypoda advena är en skalbaggsart som beskrevs av Mäklin 1846. Oxypoda advena ingår i släktet Oxypoda, och familjen kortvingar. Arten är reproducerande i Sverige.